# Achyra eneanalis
Achyra eneanalis là một loài bướm đêm trong họ Crambidae.